# Bridgestone Anchor/Saison 2013
Dieser Artikel listet Erfolge und Fahrer des Radsportteams Bridgestone Anchor in der Saison 2013 auf.

## Erfolge in der UCI Asia Tour
In der Saison 2013 gelangen dem Team nachstehende Erfolge in der UCI Asia Tour.
| Datum             | Rennen                         | Kat. | Sieger        |
| ----------------- | ------------------------------ | ---- | ------------- |
| 15. September     | 2. Etappe Tour de Hokkaidō     | 2.2  | Thomas Lebas  |
| 14.–16. September | Gesamtwertung Tour de Hokkaido | 2.2  | Thomas Lebas  |
| 10. November      | Tour de Okinawa                | 1.2  | Shō Hatsuyama |

## Abgänge – Zugänge
| Zugänge             | Team 2012                   | Abgänge          | Team 2013           |
| ------------------- | --------------------------- | ---------------- | ------------------- |
| Damien Monier       | Cofidis, le Crédit en Ligne | Ryōta Nishizono  | Champion System     |
| Shō Hatsuyama       | Utsunomiya Blitzen          | Klaas Sys        | Crelan-Euphony      |
| Kuranosuke Yonemura | Bridgestone Anchor (2011)   | Hayato Yoshida   | Shimano Racing Team |
| Vincent Canard      | Neoprofi                    | Blaise Sonnery   | VC Caladois         |
| Yūsuke Fujiki       | Neoprofi                    | Alexandre Lemair | VC Rouen 76         |
| Eiichi Hirai        | Neoprofi                    |                  |                     |
| Wataru Mutsumine    | Neoprofi                    |                  |                     |

## Mannschaft
| Name                | Geburtstag         | Nationalität |              |
| ------------------- | ------------------ | ------------ | ------------ |
| Vincent Canard      | 30. Oktober 1985   | Frankreich   |              |
| Yūsuke Fujiki       | 18. Oktober 1986   | Japan        |              |
| Shō Hatsuyama       | 17. August 1988    | Japan        |              |
| Eiichi Hirai        | 18. November 1990  | Japan        |              |
| Kazuo Inoue         | 17. Februar 1981   | Japan        |              |
| Kenji Itami         | 15. September 1988 | Japan        |              |
| Thomas Lebas        | 14. Dezember 1985  | Frankreich   |              |
| Damien Monier       | 27. August 1982    | Frankreich   |              |
| Wataru Mutsumine    | 30. Januar 1992    | Japan        |              |
| Miyataka Shimizu    | 23. November 1981  | Japan        |              |
| Kuranosuke Yonemura | 13. Januar 1987    | Japan        |              |
| Stagiaires          | Stagiaires         | Nationalität | Nationalität |
| Yuya Akimaru        | Yuya Akimaru       | Japan        |              |
| Hiroshi Tsubaki     | Hiroshi Tsubaki    | Japan        |              |